# Magnus Blix (1743–1805)
Magnus Blix, född 3 januari 1743, död 22 juni 1805, var en häradshövding och politisk författare.
Magnus Blix var son till lanträntmästaren Johan Karl Blix. Han blev extraordinarie tjänsteman i riksens ständers bank 1758,  interimsräntmästare i Gävleborgs län 1763 och extra ordinariums vid Kungliga artillerikrigsrätten 1766 samt vice auditör vid artilleriregementet samma år. Han erhöll regementsskrivares lön 1768, blev auditör 1769 och var häradshövding i Sollentuna och Vallentuna härader 1771-1779.
Blix tillhörde oppositionen mot Gustav III, och flera författare har citerat Magnus Blix hårda uttalanden i samband med riksdagen 1789. Under förmyndartiden stod han i brevväxling med Gustaf Adolf Reuterholm,som han försökte hålla á jour med stämningen gentemot regeringen och dess åtgärder. Han försökte även i flera brev lägga fram förslag om ekonomiska projekt till Reuterholm.
Blix publicerade redan på 1780-talet ett antal fysiokratiska arbeten som Förteckning 'öfwer af kastningen af ett i 36 års tid nyttjadt tredings-säde (1785), Utwäg at fördrifwa mask utur fruckt-trägårdar (1788) och Pröfwad förbättring uti sättet at färga nät och at tjära notar (1789).
Han vann även uppmärksamhet med den troligen i samband med en pristävling 1784 författade dikten Svar på Götheborgske vitterhetssällskapets prisfråga: Hvad värkan skådespel hafva på folkets seder, där teatern dömdes ut som sedesfördärvande. Dikten spreds till en början främst genom avskrifter och blev då den blev känd 1786 mycket uppmärksammad, och 1788 infördes vid Svenska Akademien ett gensvar. Dikten trycktes först 1792 och då i en ganska ändrad variant. Dikten är främst att se som en kritik mot Gustav III:s teatervurm.
Än mer uppmärksamhet väckte hans Sweriges statshwälfningar och hushåldsanstalter ifrån år 1720 till år 1792 jämte ordsaker och anledningar, därtil (1793-94), då den starkt kritiserade Gustav III:s regeringstid och detta bara strax efter hans död. Bland gustavianer förekom till och med tanken att Reuterholms tryckfrihetsförordning tillkommit enbart för att kunna släppa fram liknande skrifter. Blix kom att erhålla en gulddosa av Reuterholm som belöning för sin skrift. Vid denna tidpunkt var dock många rädda för att öppet gå i opposition mot den styrande linjen, några år efteråt publicerade dock Carl Gustaf af Leopold en vidräkning med Blix arbete. Magnus Blix blev 1795 adjungerad ledamot av lagkommissionen för de nya krigsartiklarna.